# Schizoretepora imperati
Schizoretepora imperati är en mossdjursart som beskrevs av Busk 1884. Schizoretepora imperati ingår i släktet Schizoretepora och familjen Phidoloporidae. Inga underarter finns listade i Catalogue of Life.